# Museo Hovhannes Tumanjan
Il Museo Hovhannes Tumanjan (in armeno Հովհաննես Թումանյանի թանգարան?) è stato fondato a Erevan, in Armenia, il 5 aprile 1953, in occasione del 30° anniversario della morte del poeta armeno Hovhannes Tumanjan. La sede del museo venne progettata da Grigor Aghababyan..

## Il museo
La fondatrice e prima direttrice del museo fu la figlia del poeta, Ashkhen Tumanjan. La collezione comprende copie di manoscritti, documenti fotografici e opere originali del poeta. Sono conservati più di 18.000 reperti.
Le mostre allestite nella sala espositiva inaugurata nel 1969 sono dedicate principalmente alla vita e alle opere di Tumanjan. Qui sono esposti i suoi effetti personali, i documenti, i manoscritti, gli schizzi e le pubblicazioni in più di 45 lingue.

### Primo piano
Le sale espositive al primo piano del museo presentano in ordine cronologico materiali relativi alla vita e alle attività di Tumanjan: fotografie, lettere, documenti, manoscritti e immagini create sui temi delle fiabe e dei racconti dell'autore, nonché una copia del Vernatan, il primo circolo letterario armeno attivo a Tbilisi tra la fine del XIX e l'inizio del XX secolo, che Tumanjan fondò nel 1899. I membri del gruppo venivano chiamati "vernakner" (al maschile) "vernanoushner" (al femminile). Il termine significa "fiori di primavera".

### Secondo piano
Il secondo piano è dedicato alla sezione commemorativa: l'ultimo appartamento di Tumanjan a Tbilisi, composto da sei stanze, viene qui riprodotto identicamente e arredato secondo lo stile dell'epoca. Qui è stata conservata l'atmosfera della casa dello scrittore. Tutti gli oggetti esposti nella sala espositiva compongono l'arredamento della sala da pranzo, del soggiorno e dello studio del poeta. Sullo stesso piano, in un'ampia sala separata, è esposta l'esclusiva e variegata biblioteca personale di Tumanjan, con una selezione di 8.000 copie in diverse lingue e di genere diversi.

## Progetti internazionali
Il museo si fa promotore di iniziative atte a far conoscere le opere di Tumanjan nel mondo. L'attività principale consiste nella traduzione in più lingue degli scritti del poeta.

## Galleria d'immagini

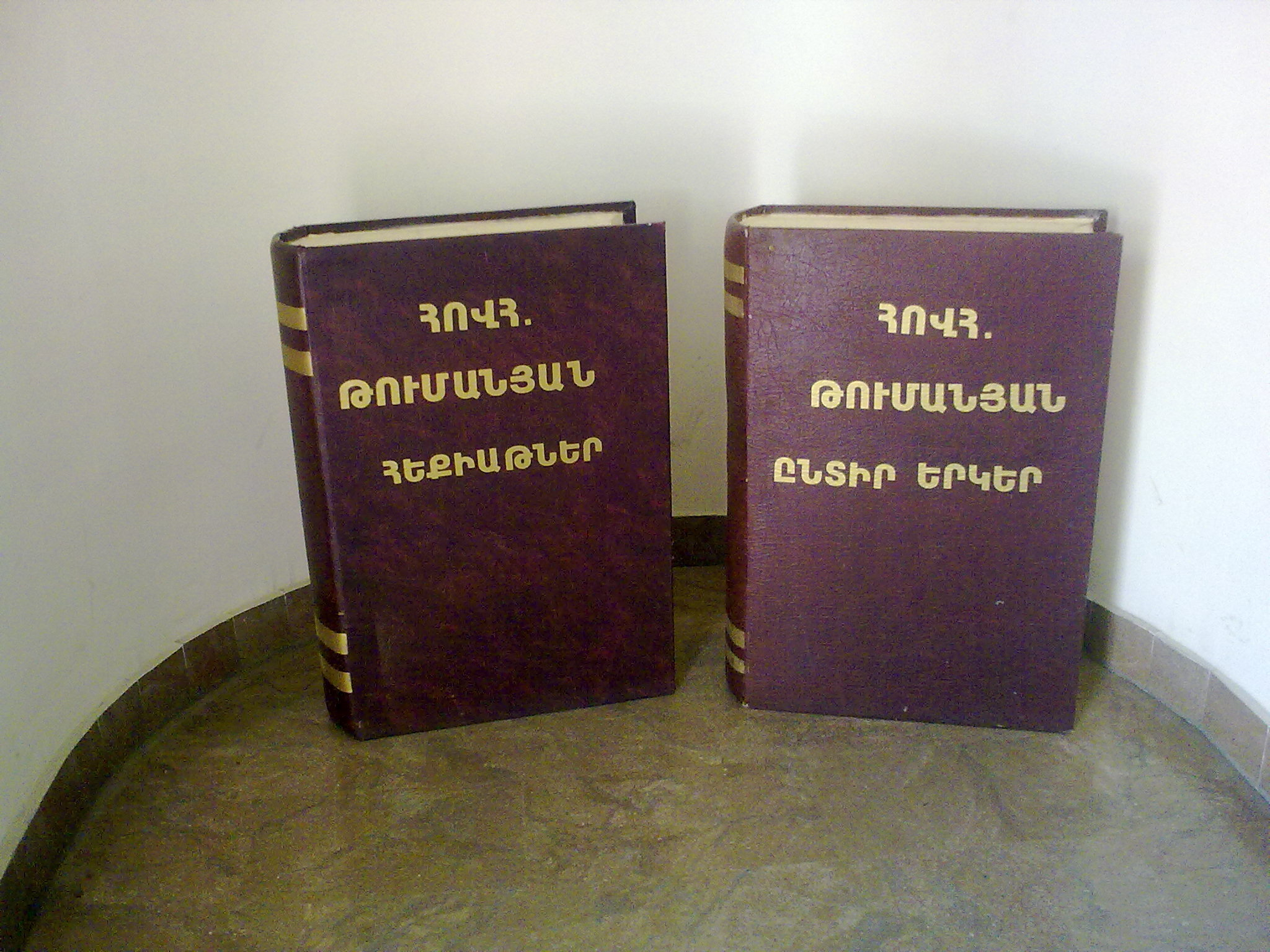
Libri di Tumanjan conservati nel museo
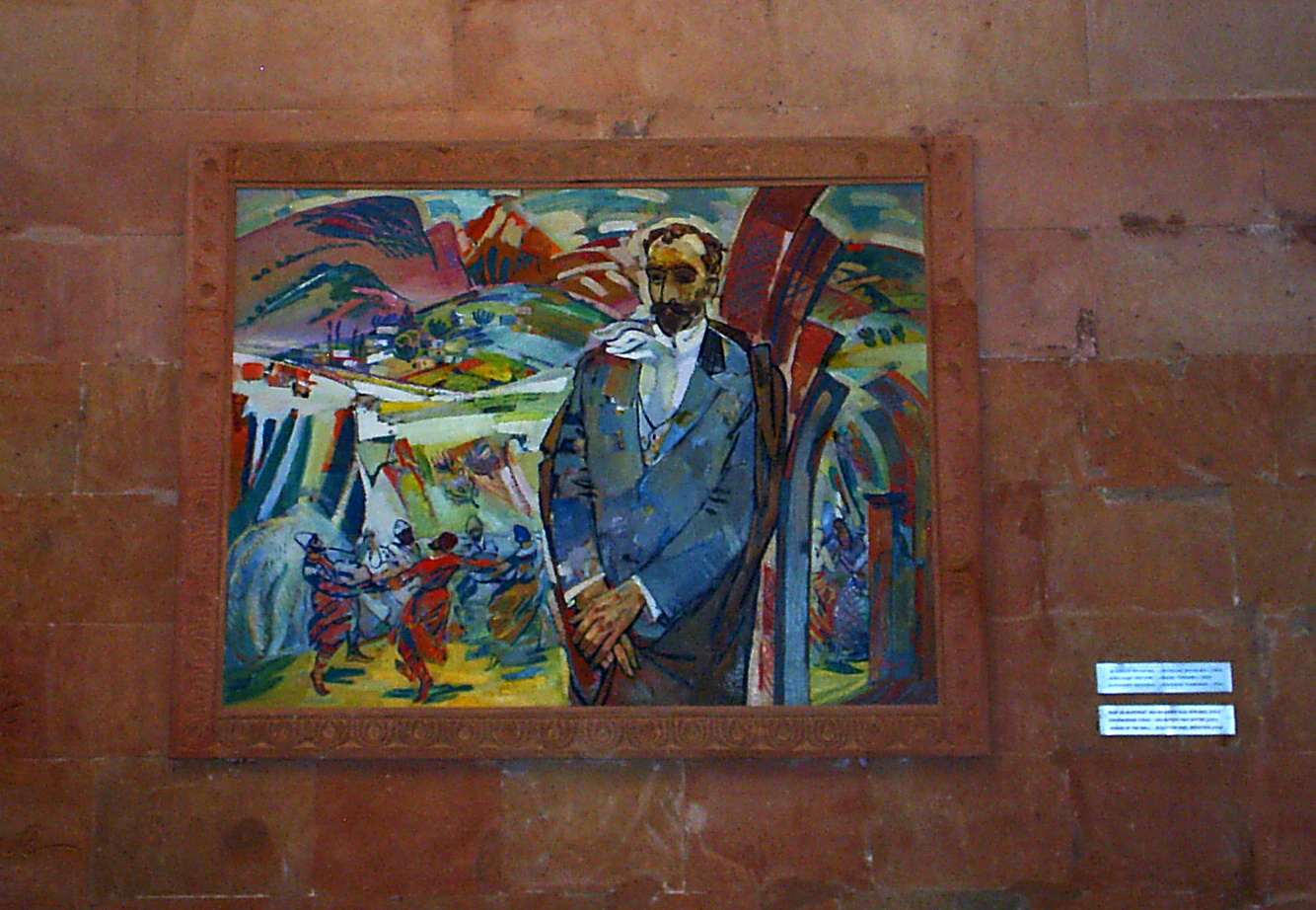
Opera esposta al museo
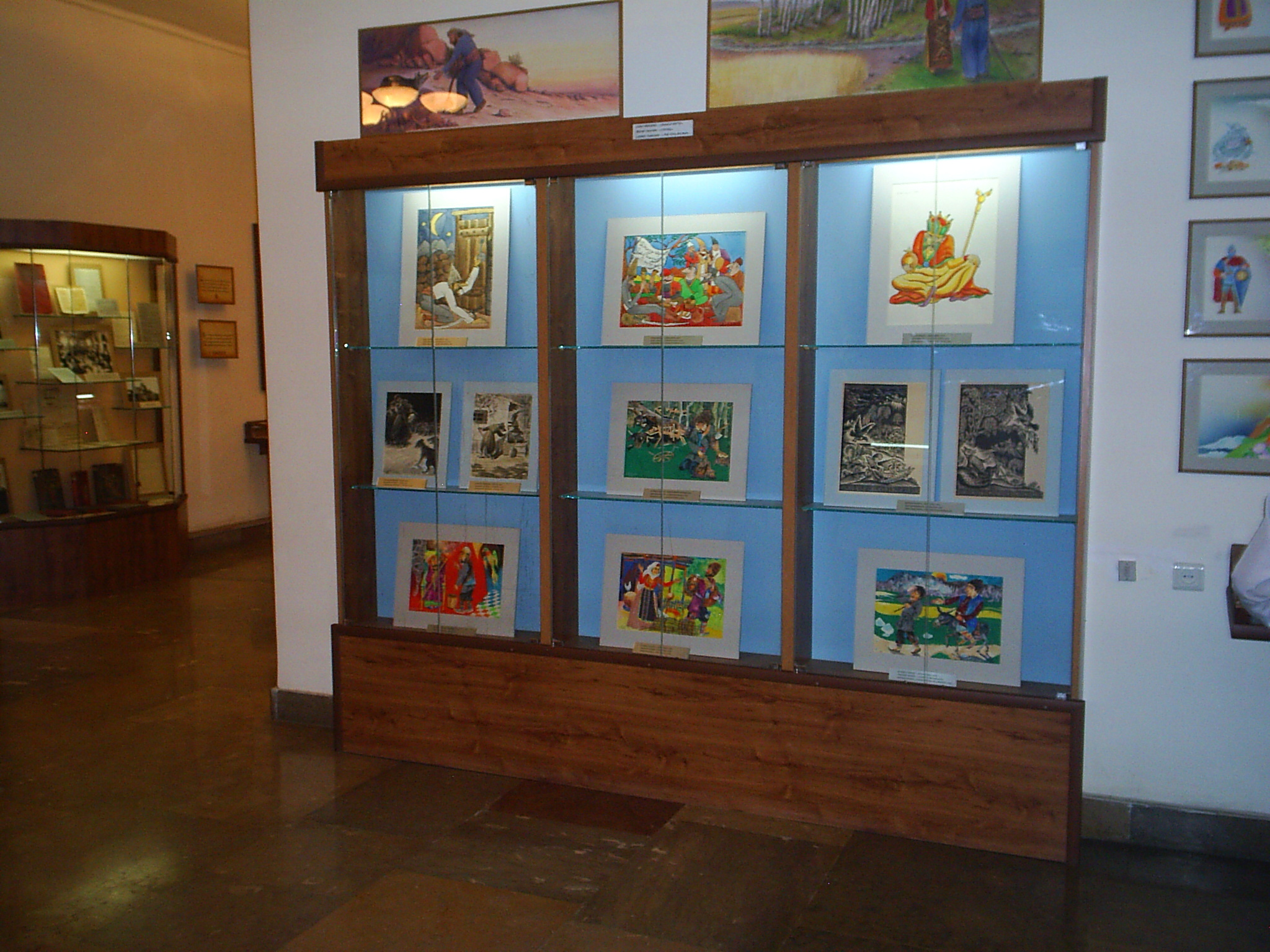
Interni del museo
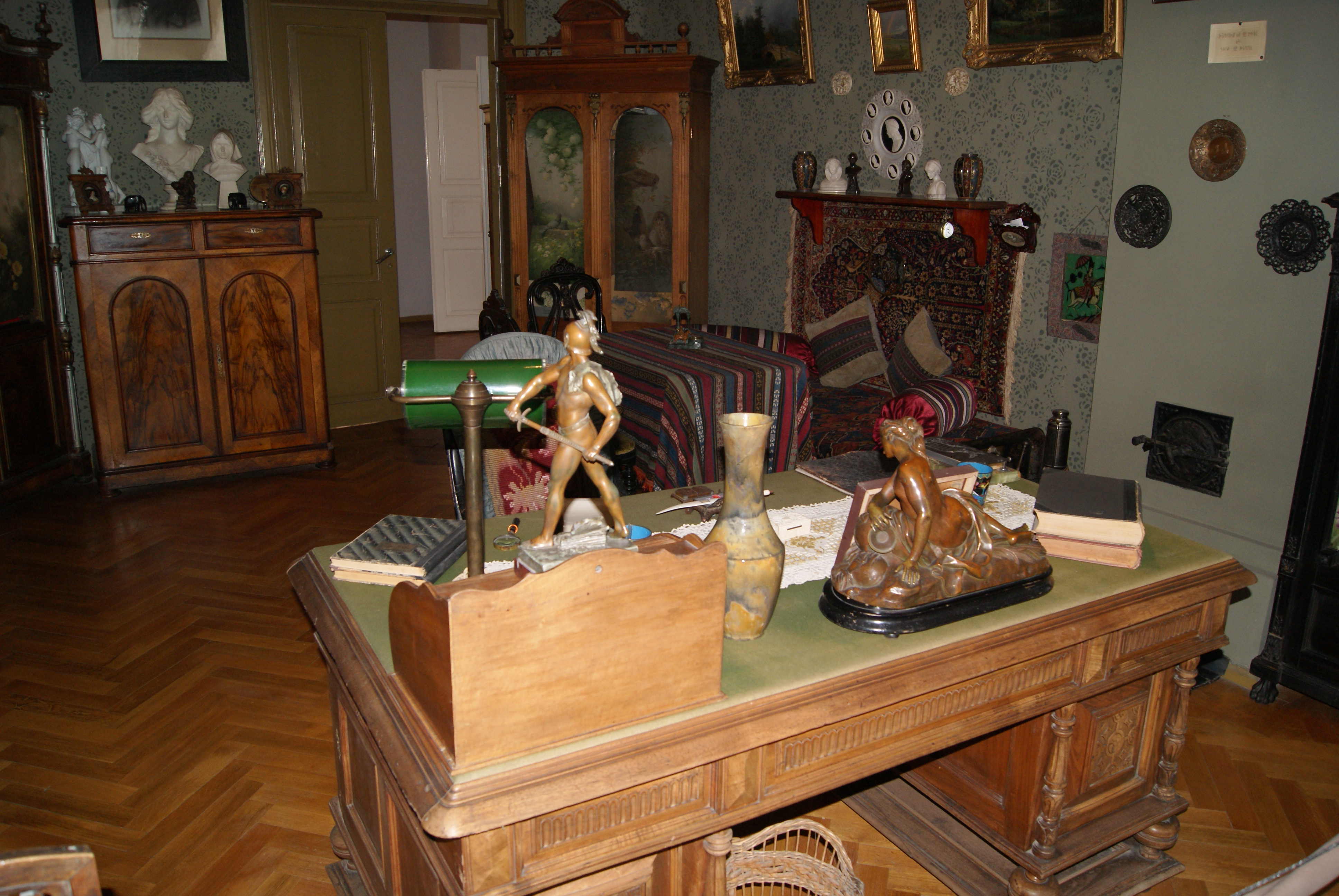
Scrivania di Tumanjan esposta al museo
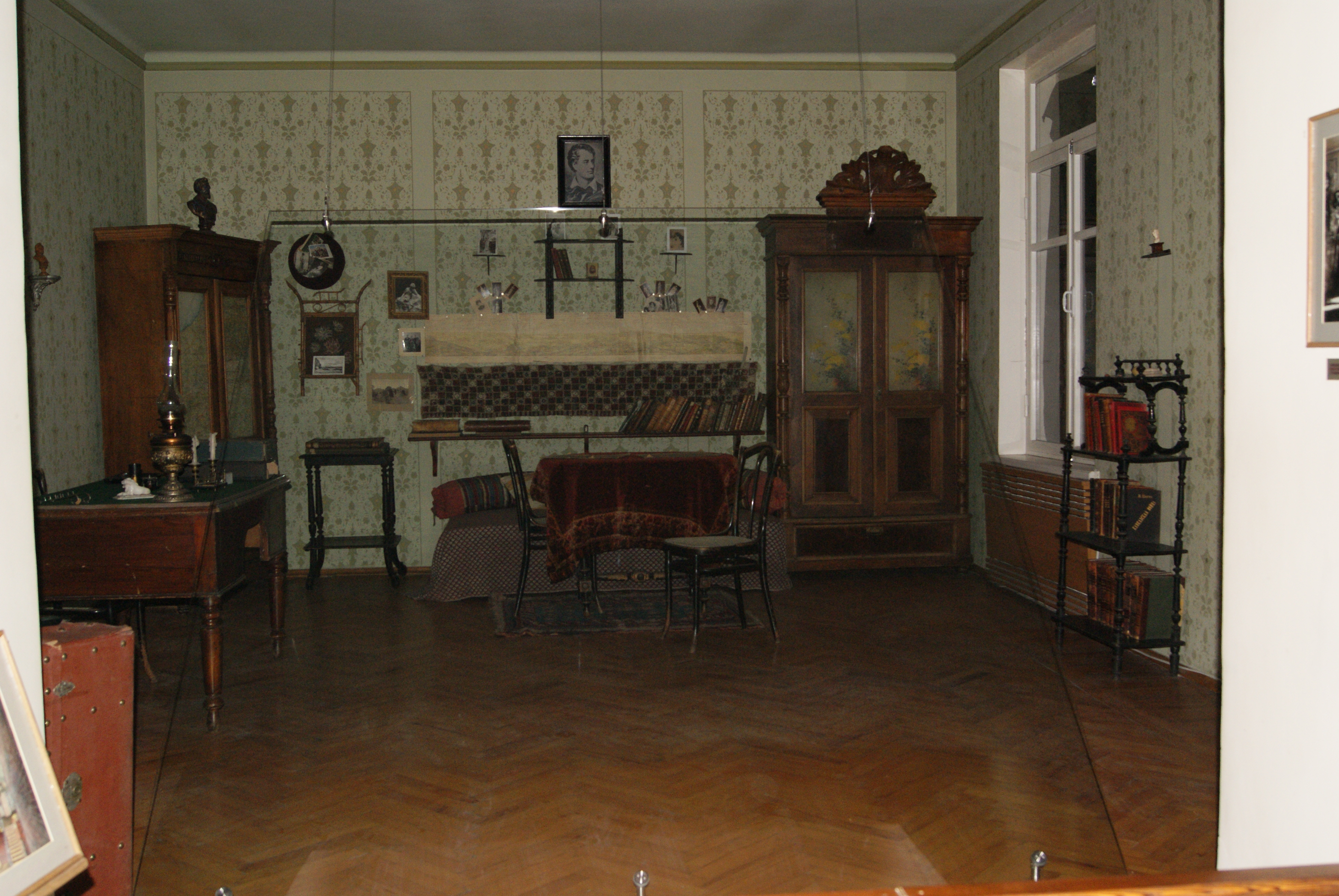
Arredi della casa di Tumanjan.
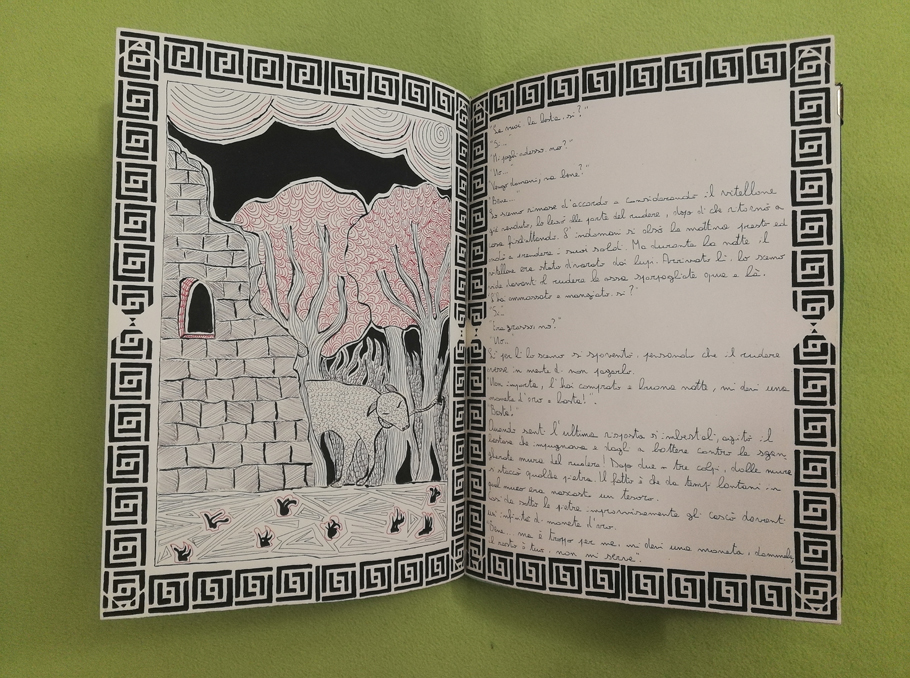
Le Fiabe di Tumanjan
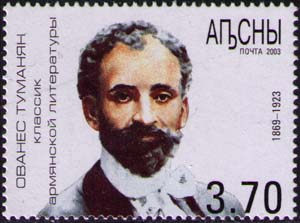
Francobollo dedicato al poeta
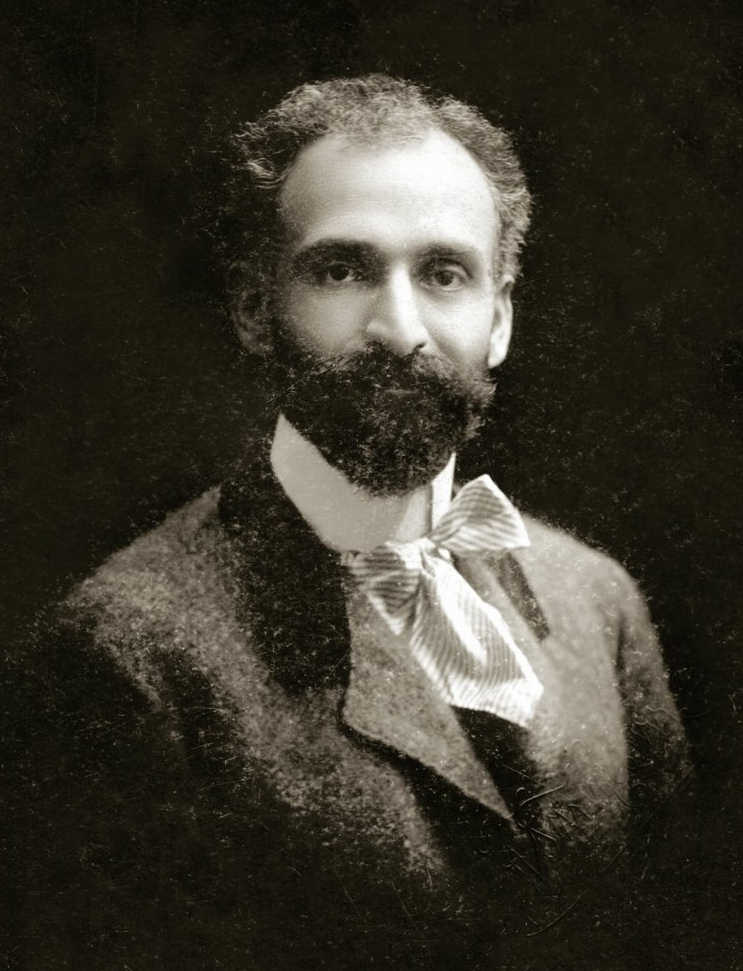
Ritratto di Tumanjan
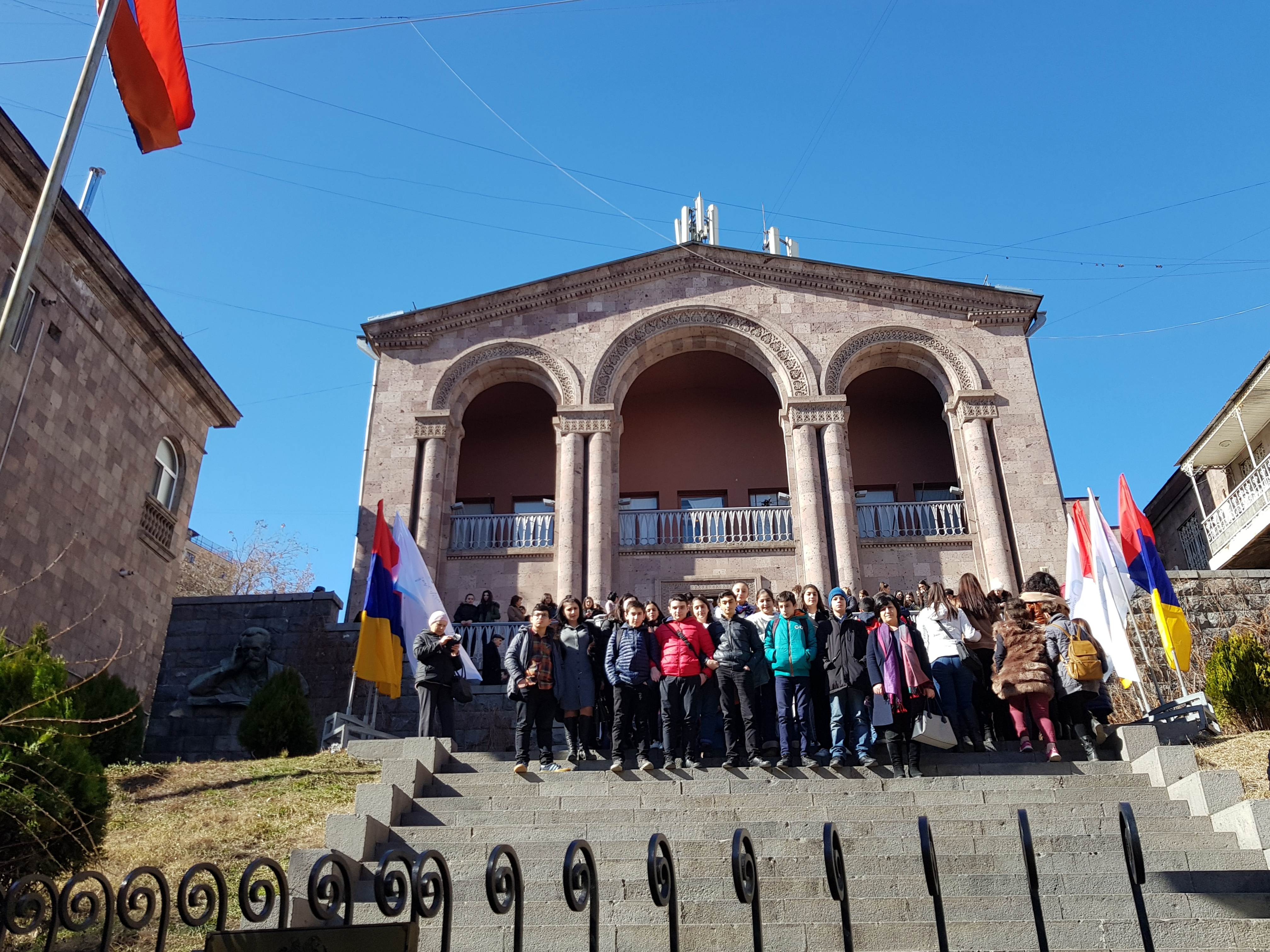
Celebrazioni per il 150° anniversario della nascita di Tumanjan